# Miloš Zapletal (muzikolog)
Miloš Zapletal (* 11. dubna 1987, Vítkov) je český muzikolog, muzeolog a kulturní historik. 

## Životopis
Po osmiletém studiu na Mendelově gymnáziu v Opavě a neúspěšném studiu Národního hospodářství na ESF MU absolvoval obory Hudební věda (2011 a 2013, obojí summa cum laude) a Teorie a dějiny filmu a audiovizuální kultury (2012) na FF MU v Brně. Tamtéž v roce 2017 získal doktorát v oboru Hudební věda (disertační práce Vybrané problémy janáčkovské recepce) coby žák Miloše Štědroně.   
Během studií krátce působil jako učitel na Konzervatoři Brno (2014–2015), poté byl vědeckým pracovníkem v Kabinetu hudební historie Etnologického ústavu AV ČR (2015–2018). Od roku 2018 působí jako odborný asistent v Ústavu historických věd FPF Slezské univerzity v Opavě; vyučuje zde muzeologii a kulturní dědictví. V letech 2018–2023 byl zaměstnán též na Katedře kulturních a náboženských studií UHK. Externě vyučuje i na Ústavu archeologie a muzeologie FF MU.
Kromě dvou knih, Leoš Janáček a pozdní obrození na Moravě (Praha, 2023) a Hudebně muzeologické myšlení od 18. století do roku 1945 (Opava, 2022), je Zapletal autorem či spoluautorem 39 odborných studií; přednášel na 17 zahraničních konferencích, hlavně ve Velké Británii. Autorsky se podílel též na několika filmově-vědných knihách vydaných NFA a na tvorbě Českého hudebního slovníku osob a institucí. Publikoval několik desítek kritických a publicistických článků (Harmonie, Brněnský deník, Opus musicum, A2, Protimluv, Ateliér, LR Weles, Lidové noviny, Souvislosti aj.). Je členem Royal Musical Association a "ideovým autorem a organizátorem cyklu mezinárodních konferencí Young Musicology".
Zabývá se dějinami moravské hudby 19. a 20. století (hlavně osobností Leoše Janáčka), hudební muzeologií, estetikou a metodologií humanitních věd. Nověji se věnuje česko-slovenské a britské populární kultuře 80. a 90. let. Metodologicky vychází z angloamerické nové muzikologie (new musicology), kterou také vyučoval.

### Ocenění
2021 – Stipendium Nadačního fondu Františka Topiče.

## Dílo

### Knihy
- ZAPLETAL, M. Leoš Janáček a pozdní obrození na Moravě: recepce, reprezentace, identity. Praha: Argo, 2023, 444 s.
- ZAPLETAL, M. Hudebně-muzeologické myšlení od 18. století do roku 1945. Opava: Slezská univerzita v Opavě, Filozoficko-přírodovědecká fakulta v Opavě, 2022, 135 s.

### Kapitoly v knihách (výběr)
- ZAPLETAL, M. – C. DROMEY. Musicology’s Applied Foundations (or, How Music was Musealised). In: C. Dromey (ed.). The Routledge Companion to Applied Musicology. New York et al.: Routledge, 2024, s. 23–33.[8]
- ZAPLETAL, M. The New Hope of the Czech Minority: The Earliest Reception of Leoš Janáček and His Music (1872–1876). In: H. Loos – K.-P. Koch – S. Keym (edd.). Musikgeschichte in Mittel- und Osteuropa. Heft 22. Leipzig: Gudrun Schröder, 2020, s. 65–94.
- ZAPLETAL, M. On the Programmatic Character of Janáček’s Suite Compositions from the 1870s. In: J. Kregor (ed.). Nineteenth-Century Programme Music: Creation, Negotiations, Reception. Turnhout: Brepols, 2018, s. 359–378.[9]
- ZAPLETAL, M. Early Janáček as Seen by German Critics. In: D. Vondráček (ed.). The East, the West, and the In-Between in Music. München: Allitera, 2021, s. 109–126.
- ZAPLETAL, M. From Tragedy to Romance, from Positivism to Myth: Nejedlý’s Conception of the History of Modern Czech Music. In: S. Żerańska-Kominek (ed.). Nationality vs Universality: Music Historiographies in Central and Eastern Europe. Newcastle upon Tyne: Cambridge Scholars Publishing, 2016, s. 99–124.
- ZAPLETAL, M. Hromadné štafetové běhy v prvorepublikovém Československu. In: B. Loewenstein – M. Hlavačka – F. Šístek a kol. Násilí: jiná moderna. Praha: Historický ústav AV ČR, 2017, s. 185–196.
- ZAPLETAL, M. „Kulturní zbraně jsou zářivé, ale tupé.“ Několik poznámek ke vztahu Leoše Janáčka a prvorepublikové oficiality. In: M. Bartlová (ed.). Co bylo Československo? Kulturní konstrukce státní a národní identity. Praha: UMPRUM, 2017, s. 140–147.
- ZAPLETAL, M. V mezích socialistického realismu i proti nim: Trojanova hudba ke Starým pověstem českým. In: L. Česálková (ed.). Staré pověsti české. Praha: Národní filmový archiv, 2015, s. 78–103.
- ZAPLETAL, M. Filmová hudba jako součinitel realizace menzelovské poetiky v Ostře sledovaných vlacích. In: L. Skupa (ed.). Ostře sledované vlaky. Praha: Národní filmový archiv, 2014, s. 112–135.
- ZAPLETAL, M. Disparita funkcí hudby ve „veristickém“ filmu. In: A. Batistová (ed.). Hoří, má panenko: Barevná komedie, v níž se tancuje, krade a hasí. Praha: Národní filmový archiv, 2012, s. 108–129.

### Studie (výběr)
- ZAPLETAL, M. Hudební muzeum a hudební knihovna: typologická polarizace. Museologica Brunensia 2023, roč. 12, č. 1, s. 31–46.
- ZAPLETAL, M. Fysiologická hudba: z českých bojů o Novou hudbu let dvacátých. Hudební věda 57, 2020, č. 1, s. 22–51.
- ZAPLETAL, M. Helfert’s Theory of a Music Museum (“Musical Archive”) / Helfertova teorie hudebního muzea (“hudebního archivu”). Musicalia 11, 2019, č. 1–2, s. 6–45.
- ZAPLETAL, M. Civilist Tendencies in the Inter-war Czech Music: at the Beginning of a Research. Musicologica Brunensia 54, 2019, č. 1, s. 237–251.]
- ZAPLETAL, M. Suita a Idylla Leoše Janáčka: jejich recepce a programnost. Hudební věda 55, 2018, č. 1, s. 57–78.
- ZAPLETAL, M. Mezi géniem a světcem: dekonstrukce Nejedlého koncepce velkého českého skladatele. Musicologica Brunensia 50, 2015, č. 2, s. 69–89.
- ZAPLETAL, M. Akordické paralelismy a jejich funkce v Ostrčilově opeře Poupě. Hudební věda 52, 2015, č. 3–4, s. 365–394.
- ZAPLETAL, M. Petrželkova „Štafeta“: Madrigali sportivi ed amorosi. Opus musicum 45, 2013, č. 6, s. 17–38.
- ZAPLETAL, M. Horňácké lidové písně z pohledu modality a flexibilní diatoniky. Opus musicum 44, 2012, č. 5, s. 22–40.